# ایری کوت
ایری کوت (انگلیسی: Eyre Coote؛ ۱۷۲۶ – ۲۸ آوریل ۱۷۸۳) پرسنل نظامی و سیاستمدار اهل پادشاهی بریتانیای کبیر بود. وی همچنین برندهٔ جوایزی همچون نشان حمام شده‌است.